# Dichotomius simulans
Dichotomius simulans là một loài bọ cánh cứng trong họ Bọ hung (Scarabaeidae).